# 스루홀 기술

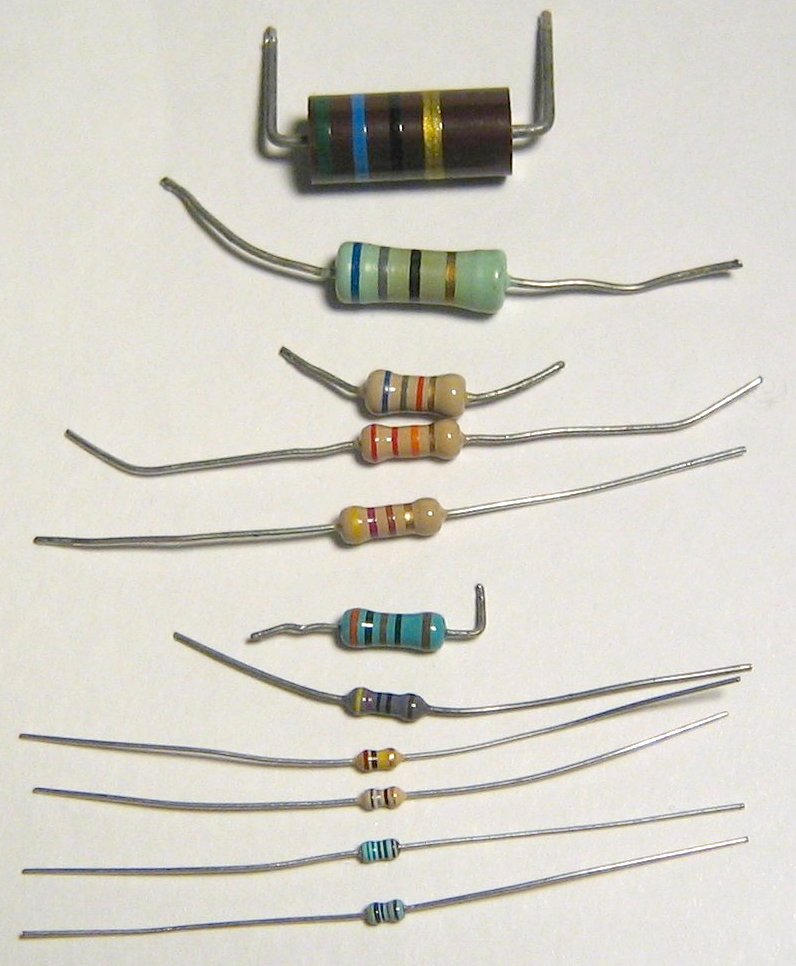
스루홀 (핀) 저항

스루홀(thru-hole)로 알려진, 스루홀 기술(through-hole technology)은 인쇄 회로 기판 (PCB)의 구멍에 삽입하여 반대쪽 패드를 납땜하는 방식의 부품핀이 포함된 전자 부품을 사용한 실장 방법이다.
스루홀 실장은 표면 실장 기술과 비교해서 기계적으로 강력한 결합을 제공하지만, 기판을 제조할 때 추가적인 천공과정이 필요하기 때문에 생산비용이 더 비싸다. 또한 스루홀 기술은 기판에 신호선을 배치할 유효한 공간이 다중 기판에서 윗면으로 제한된다. 왜냐하면 구멍은 모든층과 반대면을 뚫게 되어서 배치할 공간으로 사용할 수 없기 때문이다. 그래서, 현재 일반적으로 스루홀 실장 기술은 전해 축전기나 추가적으로 강하게 실장이 요구되는 TO220처럼 큰 패키지 형태의 반도체같은 부피가 큰 부품용으로 사용된다.
시제품을 설계할 때 설계 공학자는 표면 실장 부품보다 커다란 스루홀 부품을 선호하는 경우도 있다. 왜냐하면 스루홀 부품은 다루기가 쉽고, 기판에 삽입하여 납땜하기도 쉽기 때문이다. 경험적으로 인쇄 회로 기판에 스로홀 생성은 부품핀보다 큰 0.008 인치 직경의 드릴로 구멍을 뚫는다. 개별 스루홀 부품 (예시로 저항기, 축전기, 다이오드)의 설치는 기판에 삽입하고 부품핀을 90도로 꺾은 후에 납땜한다. 본딩은 부품이 삽입된 반대면에 실시하여 물리적으로 강력한 부착을 가능하게 한다; 결국, 땜납이 기판의 양쪽면으로 스며들도록 부품핀을 납땜하여 완료된다.

## 같이 보기
- 표면 실장 기술